# Bøhmisk krystal
Bøhmisk Krystal eller Potaskeglas er en stærkt kalkholdig glastype der kan indeholde kvartssand, potaske og sandsten, der er et blødere glas end sodaglas, og som gør det nemt at slibe og polere. Samtidig bevarer det formbarheden rimeligt længe, uden konstant indvarmning i forarbejdningsprocessen.
Glasset er kendt fra produkter som Böhmiske og tyske pragtpokaler med alskens forsiringer og slibninger.

## Historie
De første teknikker for udvikling af glasset er udviklet i Bøhmen i 1683 af Michael Müller. Glastypen var klar, hård og meget klangfuld -  derfor også benævnt klangglas - men blødere end normalt glas og derfor velegnet til gravering og slibning. 

## Egenskaber
Potaskeglas er et langt glas, der gør at glasset har bevaret plasticitet og formbarhed i rimelig lang tid.
Med langt skal der forstås temperaturforskellen mellem den flydende og faste tilstand på glasset stort og modsatte tilfældet benævnes glasset kort. 